# Saccopteryx canescens
Saccopteryx canescens är en däggdjursart som beskrevs av Thomas 1901. Saccopteryx canescens ingår i släktet Saccopteryx och familjen frisvansade fladdermöss. IUCN kategoriserar arten globalt som livskraftig.
Inga underarter finns listade i Catalogue of Life. Wilson & Reeder (2005) skiljer mellan två underarter.
Honor är med en genomsnittlig kroppslängd (huvud och bål) av 44 mm större än hanar som blir cirka 38,5 mm stora. Vikten är cirka 3,5 g för honor och 3,2 g för hanar. Pälsen har på ovansidan en brunaktig färg och de ljusa vågiga linjerna på varje sida av ryggens mitt är otydliga hos vissa individer. Undersidan har något ljusare färg. Hos arten är även delar av flygmembranen täckt med päls.
Denna fladdermus lever i norra Sydamerika fram till östra Peru och Amazonområdet i Brasilien. Den vistas i låglandet och i kulliga områden som är lägre än 500 meter över havet. Arten lever i skogar, ofta nära vattenansamlingar, och i områden där skogen avverkades.
Individerna jagar huvudsakligen insekter. Ofta delar arten sitt utbredningsområde med Saccopteryx leptura.